# Béceleuf

Béceleuf este o comună în departamentul Deux-Sèvres, Franța. În 2009 avea o populație de 680 de locuitori.